# Catalina de Balmaseda y San Martín
Catalina de Balmaseda y San Martín, en religion Catherine du Christ (Madrigal de las Altas Torres, Province d'Ávila, 28 octobre 1544 - Barcelone, 3 janvier 1594) est une religieuse carmélite déchaussée, qui a introduit la réforme carmélitaine du Carmel en Navarre puis en Catalogne. Son procès en béatification a été ouvert, elle est aujourd'hui considérée comme serviteur de Dieu par l’Église catholique.

## Biographie

### Enfance
Catherine est née dans une famille noble, fille de Cristóbal de Balmaseda (un cousin de Sainte Thérèse d'Avila) et de Juana Bustamante y San Martin. Elle est la troisième de quatre enfants. Petite fille, elle a un attrait particulier pour la religion, l'amour de la solitude et la prière. Elle fait très vite le vœu de rester vierge.
Elle passe un bref temps à Murcie auprès de son père. À son retour, elle tombe gravement malade et passe neuf mois dans son lit en pouvant à peine bouger. Elle fait le vœu d'aller prier la Vierge Marie dans l'église de Santa María del Castillo si elle vient à guérir. Quelque temps plus tard elle guérit.
Ses biographes racontent qu'encore enfant elle a vécu des expériences mystiques (visions et prophéties).
Après le décès de sa mère, son père prévoyait de se remarier, et en même temps, de marier sa fille Catherine avec le fils de sa future femme. Pour éviter cela, la jeune fille contacte sa future belle-mère, et sans révéler son identité, indique la grave erreur que représente ce projet, ainsi que le mauvais caractère de son père (le futur époux) et de sa plus jeune fille.
Lors du passage à Madrigal de las Altas Torres du prédicateur franciscain Alonso Lobo de Medina Sidonia, Catherine lui communique, par courrier, son intention d'entrer en religion, et sollicite l'approbation du moine. La jeune fille pense dans un premier temps se faire ermite, comme Catherine de Cardona, qui est alors très populaire. Le 1er juillet 1568, elle rencontre sainte Thérèse de Jésus qui se rend à Medina del Campo. Si elle souhaitait profiter de cette rencontre pour discuter avec la sainte, Catherine n'y parvient pas, sa sœur ainée Maria lui ayant interdit de converser seule à seule avec la carmélite.

### Vie religieuse

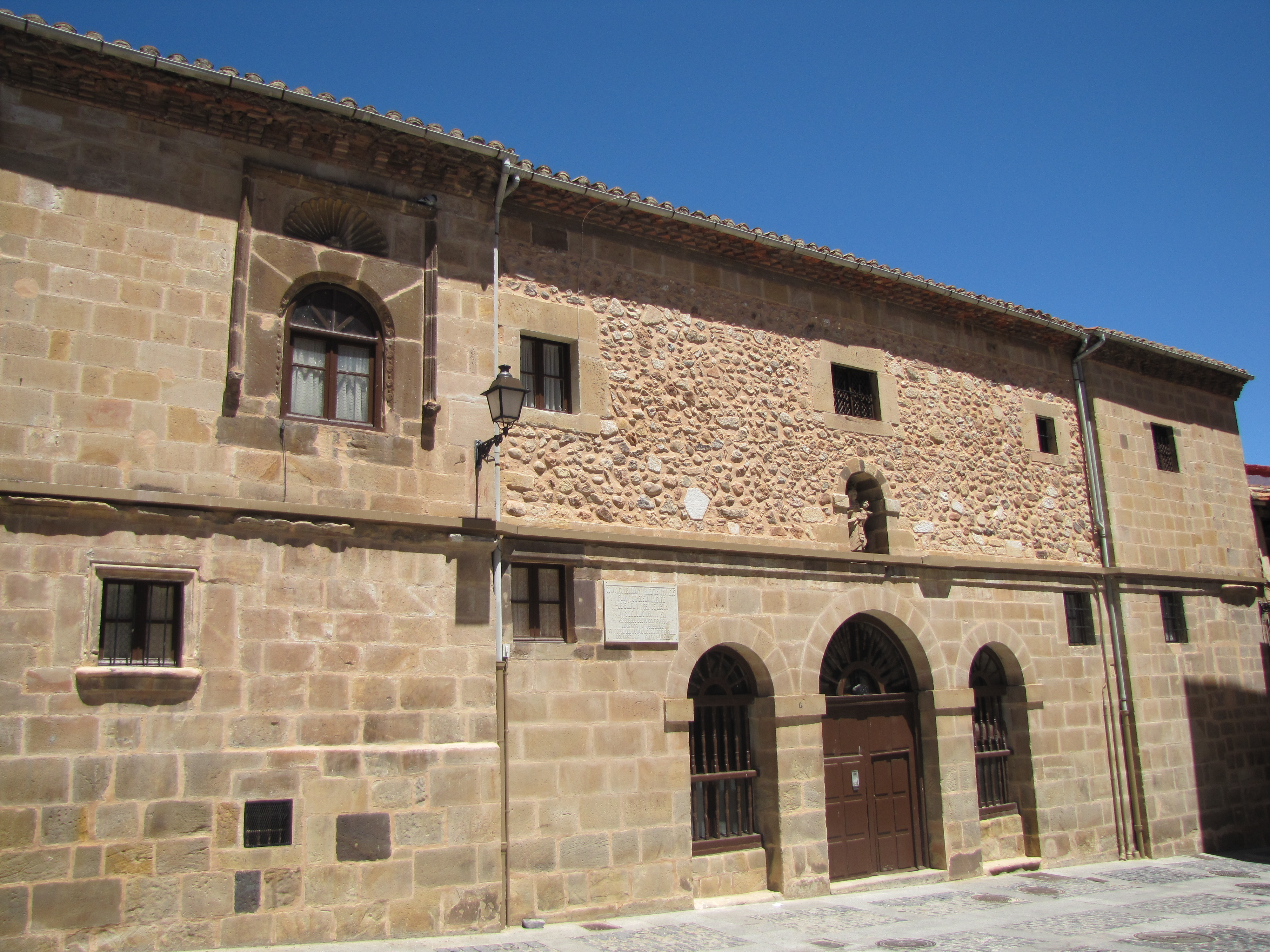
Couvent de Notre-Dame du Carmel à Soria.

En 1570, la peste frappe le village de Catherine. Plutôt que de fuir avec sa sœur pour se mettre en sécurité, les deux jeunes femmes restent pour assister les pauvres et les souffrants. Le 5 octobre 1571 sa sœur ainée décède de la peste. L'épidémie ayant pris fin, Catherine demande à Thérèse d'Avila de l'admettre dans le couvent de Medina del Campo. Après une réponse positive de mère Thérèse, Catherine se rend au couvent le 10 juillet 1572. Elle entre en noviciat et le 5 août 1573 prend le nom de Catherine du Christ.
En 1581, Catherine part avec sainte Thérèse pour fonder un couvent à Soria. Le 15 juin de la même année, Thérèse d'Avila la nomme prieure de la nouvelle fondation, mais le Père Jérôme Gratien s'y oppose, estimant qu'elle est trop peu formée pour ce poste (elle sait à peine lire et écrire).
Le 8 décembre 1583, Catherine fonde le couvent Carmel de Pampelune, où elle reste jusqu'en 1588. Catherine prend ensuite la route pour Barcelone. En chemin, elle s'arrête à Saragosse, où elle visite les églises de la ville. Le 14 juin 1588, elle arrive à Barcelone et elle fonde le couvent de l'Immaculée Conception, situé aujourd'hui Place de Madrid. Catherine en devient la prieure, jusqu'à sa mort. Tombée gravement malade, elle décède le 3 janvier 1594.
Peu avant sa mort, ses biographes rapportent qu'elle aurait prophétisée (huit mois avant la date) la défaite de l'Invincible Armada.

## Culte et Béatification
Considérée comme sainte lors de son décès, elle immédiatement qualifiée de vénérable. En juin 1594 son corps est retiré de la tombe et retrouvé incorrompu, ce qui a augmenté sa renommée de sainteté. En 1597, le corps est examiné par des médecins qui qualifient l'incorruptibilité de « miraculeuse ». La dépouille exposée, à la vénération publique, est visité en 1600 par Philippe III d'Espagne et Marguerite d'Autriche.
Par ordonnance du supérieur de l'Ordre des Carmes déchaux, François de la Mère de Dieu, le corps est porté au couvent des Carmélites de Pampelune en 1604. Un bras est une main sont conservés au couvent de Barcelonne,.
En 1612, l'évêque de Barcelone ouvre le processus de béatification, proclamant la carmélite « serviteur de Dieu ». Mais le procès est ensuite interrompu jusqu'en 1988 où il reprend à nouveau. En 1993, la validité de l'enquête diocésaine est confirmée (et clôturée). À ce jour, le procès en béatification suit son cours. Compte tenu de l'avancement du procès en béatification, Catherine est considérée comme serviteur de Dieu, la prochaine étape étant la déclaration de ses vertus héroïques (vénérable) par le Vatican.

## Annexe

## Sources
- (ca) Cet article est partiellement ou en totalité issu de l’article de Wikipédia en catalan intitulé « Catalina de Balmaseda y San Martín » (voir la liste des auteurs).